# Vila Bruna Rückera
Vila Bruna Rückera je rodinná vila, která stojí v Praze 5-Hlubočepích ve vilové čtvrti Barrandov ve svahu mezi ulicemi Barrandovská a Skalní.

## Historie
Roku 1931 koupil architekt Bruno Rücker s manželkou Kristinou pozemek v nově vznikající vilové čtvrti a do následujícího roku na něm postavil rodinnou vilu.

## Popis
Dům stojí v prudce klesajícím svahu. Ze základní hranolové stavby podélně vybíhá nižší křídlo. Obě části jsou pokryty sedlovou zvalbenou střechou, která má poměrně výrazný přesah. Omítka je zdrsněná. Okna jsou podélná, třídílná a některá polokruhově ukončená, na severní straně při ulici Skalní je chrání kvazibarokní mříže.

## Po roce 1945
Po roce 1945 ve vile bydleli diplomaté, byla v majetku Správy služeb diplomatického sboru.